# Île d'Amour
La isla del Amor (en francés: Île d'Amour) es una pequeña isla fluvial del río Mosa situada cerca del viaducto de Carlomagno (viaduc Charlemagne). A pesar de ser pequeña, está protegida. Administrativamente se encuentra en la comuna de Dinant, provincia de Namur, de la Región Valona, al sur de Bélgica.